# Laccotrephes
Laccotrephes is een geslacht van wantsen uit de familie van de Nepidae (Waterschorpioenen). Het geslacht werd voor het eerst wetenschappelijk beschreven door Carl Stål in 1866.

## Soorten
Het genus bevat de volgende soorten:

- Laccotrephes ampliatus (Montandon, 1895)
- Laccotrephes annulipes (Laporte in Silbermann, 1833)
- Laccotrephes archipelagi (Ferrari, 1888)
- Laccotrephes armatus Montandon, 1898
- Laccotrephes armipes Montandon, 1909
- Laccotrephes ater (Linnaeus, 1767)
- Laccotrephes basilewskyi Poisson, 1955
- Laccotrephes biei Poisson, 1954
- Laccotrephes biimpresus Montandon, 1913
- Laccotrephes bokumai Poisson, 1960
- Laccotrephes brachialis Gerstaecker, 1873
- Laccotrephes breddini Montandon, 1913
- Laccotrephes brevicaudatus Poisson, 1954
- Laccotrephes calcar Distant, 1904
- Laccotrephes calcaratus Montandon, 1898
- Laccotrephes celebensis J. Polhemus & Keffer, 1999
- Laccotrephes chinensis (Hoffmann, 1925)
- Laccotrephes collarti Poisson, 1940
- Laccotrephes dentatus (Ferrari, 1888)
- Laccotrephes depressus (Montandon, 1895)
- Laccotrephes dilatatus (Montandon, 1895)
- Laccotrephes dipidii Poisson, 1954
- Laccotrephes dissimulatus Montandon, 1912
- Laccotrephes dubia Ferrari, 1888
- Laccotrephes ellipticus Gerstaecker, 1892
- Laccotrephes elongatus Montandon, 1907
- Laccotrephes erekhtheus Linnavuori, 1971
- Laccotrephes eusoma (Ferrari, 1888)
- Laccotrephes fabricii Stål, 1868
- Laccotrephes flavovenosa (Dohrn, 1860)
- Laccotrephes fuscus (Linnaeus, 1758)
- Laccotrephes gomai Poisson, 1960
- Laccotrephes griseus (Guérin-Méneville, 1835)
- Laccotrephes griseus (Gúerin-Méneville, 1835)
- Laccotrephes grossus (Fabricius, 1787)
- Laccotrephes hyperion Linnavuori, 1971
- Laccotrephes incertus Popov, 1971
- Laccotrephes ingens Ferrari, 1888
- Laccotrephes irresectus Montandon, 1914
- Laccotrephes japonensis Scott, 1874
- Laccotrephes kabarei Poisson, 1960
- Laccotrephes kafakumbai Poisson, 1957
- Laccotrephes kahuzii Poisson, 1960
- Laccotrephes kakyeloi Poisson, 1957
- Laccotrephes katekei Poisson, 1954
- Laccotrephes kazibae Poisson, 1954
- Laccotrephes keilak Linnavuori, 1971
- Laccotrephes latimanus Montandon, 1909
- Laccotrephes limosoides Poisson, 1954
- Laccotrephes limosus Stål, 1865
- Laccotrephes longicaudatus Nieser, Zettel & Chen, 2009
- Laccotrephes lupialae Poisson, 1954
- Laccotrephes maculatus (Fabricius, 1775)
- Laccotrephes mancinii Poisson, 1957
- Laccotrephes masombwei Poisson, 1954
- Laccotrephes mozambica Poisson, 1954
- Laccotrephes niala Linnavuori, 1981
- Laccotrephes occultus Lundblad, 1933
- Laccotrephes oculatus Montandon, 1898
- Laccotrephes overlaeti Poisson, 1957
- Laccotrephes palestinensis Nieser, Chen & Guilbert, 2009
- Laccotrephes papuus Montandon, 1900
- Laccotrephes pfeiferiae (Ferrari, 1888)
- Laccotrephes pseudoampliatus Poisson, 1956
- Laccotrephes pseudoater Poisson, 1954
- Laccotrephes robustior Zettel, 2008
- Laccotrephes robustus Stål, 1871
- Laccotrephes ruber (Linnaeus, 1764)
- Laccotrephes simulatus Montandon, 1913
- Laccotrephes sondaicus J. Polhemus & Keffer, 1999
- Laccotrephes steindachneri (Ferrari, 1888)
- Laccotrephes tristis (Stål, 1854)
- Laccotrephes vicinus (Signoret, 1863)